# Ейтан Тібі
Ейтан Тібі (івр. איתן טיבי, нар. 16 листопада 1987, Єрусалим) — ізраїльський футболіст, захисник клубу «Маккабі» (Тель-Авів) та національної збірної Ізраїлю.

## Клубна кар'єра
У дорослому футболі дебютував 2006 року виступами за команду «Бейтар» (Єрусалим), в якій провів один сезон, взявши участь у 2 матчах чемпіонату і став з командою чемпіоном Ізраїлю. Після цього для отримання ігрової практики здавався в оренду, провівши по сезону в оренді за клуби «Хапоель» (Раанана) та «Хакоах Маккабі Амідар». З 2009 року знову захищав кольори клубу «Бейтар» (Єрусалим), зігравши за сезон 21 матч у чемпіонаті.
2008 року уклав контракт з бельгійським клубом «Шарлеруа» , у складі якого дебютував 1 серпня 2010 року у виїзній грі проти клубу «Серкль Брюгге» (1:1). Втім закріпитись у новій команді Тібі не зумів і вже в січні 2011 року повернувся на батьківщину, ставши гравцем «Хапоеля» (Кір'ят-Шмона). Тренерським штабом нового клубу розглядався як гравець «основи» і у сезоні 2011/12 допоміг команді стати чемпіоном Ізраїлю та виграти Кубок Тото.
29 серпня 2012 року Тібі підписав контракт на три роки з «Маккабі» (Тель-Авів), де швидко став основним гравцем і одним з лідерів, виступаючи у парі в центрі захисту із Карлосом Гарсією. Ейтан з командою п'ять разів ставав чемпіоном країни, а також виграв ряд інших національних трофеїв. Станом на 20 грудня 2020 року відіграв за тель-авівську команду 226 матчів у національному чемпіонаті.

## Виступи за збірну
26 травня 2012 року дебютував в офіційних матчах у складі національної збірної Ізраїлю в товариській грі проти Чехії (1:2) в Граці. 7 жовтня 2017 року забив свій перший гол за збірну в матчі кваліфікації до чемпіонату світу 2018 року проти Ліхтенштейн, який виявився єдиним у тому матчі і приніс ізраїльтянам перемогу.

## Титули і досягнення
- Чемпіон Ізраїлю (7):

«Бейтар» (Єрусалим): 2006-07
«Хапоель» (Кір'ят-Шмона): 2011-12
«Маккабі» (Тель-Авів): 2012-13, 2013-14, 2014-15, 2018-19, 2019-20
- Володар Кубка Ізраїлю (4):

«Маккабі» (Тель-Авів): 2014-15, 2020-21
«Хапоель» (Беер-Шева): 2021-22, 2024-25
- Володар Кубка Тото (6):

«Бейтар» (Єрусалим): 2009-10
«Хапоель» (Кір'ят-Шмона): 2011-12
«Маккабі» (Тель-Авів): 2014-15, 2017-18, 2018-19, 2020
- Володар Суперкубка Ізраїлю (3):

«Маккабі» (Тель-Авів): 2019, 2020
«Хапоель» (Беер-Шева): 2022